# Emilio Carraca
Emilio Carraca es un activista argentino, creador del comedor comunitario "Porotos en azúcar", ubicado en un barrio humilde de la Ciudad de Buenos Aires, famoso por resistir a los desalojos masivos de las villas de emergencia, durante el gobierno militar de Juan Carlos Onganía.
Nació el 14 de febrero de 1959 (66 años) en la provincia de Tucumán, pero a los 10 años se mudó con su familia a la villa 31, en el barrio porteño de Retiro. Está casado con Vilma Aguirre y es padre de dos hijos, Roberto de 20 y Sixto de 16.
El 24 de octubre de 1999, la Fundación Paso a Paso le otorgó el "Premio Padre Mujica" por su labor social a lo largo de su vida. En 2001 recibió el reconocimiento de la Fundación Mano que ayuda a Mano.
A mediados de 2005, publicó su biografía, "La vida en el barro", a través de una editorial independiente. Las 5 mil copias del libro se vendieron en menos de un año.
Entre octubre y diciembre de 2007, inició una campaña para urbanizar las villas de emergencia de la Ciudad de Buenos Aires, pero el proyecto nunca prosperó.
En una entrevista realizada para la revista "Tiempo de cambio" aseguró que "la única manera de que las personas de los barrios humildes puedan mejorar es con educación, pero primero hay que llenarles las panzas porque un niño que no come no puede estudiar".
- Datos: Q5831035